# Walter Montagu-Douglas-Scott, 5:e hertig av Buccleuch
Walter Montagu-Douglas-Scott, 5:e hertig av Buccleuch, 7:e hertig av Queensberry, född  25 november 1806 på Dalkeith House, död 16 april 1884 på Bowhill, var en brittisk ädling. 
Han var lordlöjtnant över Roxburghshire mellan 1841 och 1884. Han fick titeln hedersdoktor i juridik vid universitetet i Cambridge 1842. Han tjänstgjorde vidare som militär adjutant hos drottning Viktoria 1857-1884.
Hertigen av Buccleuch gifte sig 1829 i London med lady Charlotte Thynne (1811-1895) , dotter till Thomas Thynne, 2:e markis av Bath.

## Barn
- William Montagu-Douglas-Scott, 6:e hertig av Buccleuch (1831-1914); gift i London 1859 med Lady Louisa Hamilton (1836-1912)
- Henry John Douglas-Scott-Montagu, Lord Montagu of Beaulieu (1832-1905); gift 1865 med Hon Cecily Stuart-Wortley-Mackenzie (1835-1915)
- Lord Walter Charles Montagu-Douglas-Scott (1834-1895); gift 1858 med Anna Maria Hartopp (1837-1886)
- Lord Francis Montagu-Douglas-Scott (1837-1839)
- Lord Charles Montagu-Douglas-Scott (1839-1911); gift 1883 med Ada Ryan (1855-1943)
- Lady Victoria Montagu-Douglas-Scott (1844-1938); gift 1:o 1865 med Schomberg Kerr, 9:e markis av Lothian (1833-1900); gift 2:o 1903 med Bertram Talbot (1865-1936)
- Lady Margaret Montagu-Douglas-Scott (1846-1918); gift 1875 med Donald Cameron, of Lochiel (1835-1905)
- Lady Mary Montagu-Douglas-Scott (1851-1908); gift 1877 med Hon Walter Trefusis (1838-1885)